# Liste der Baudenkmale in Oldenburg (Oldb) – Gartenstraße
In der Liste der Baudenkmale in Oldenburg (Oldb) – Gartenstraße stehen alle Baudenkmale der Gartenstraße in Oldenburg (Oldb). Die Quelle der IDs und der Beschreibungen ist der Denkmalatlas Niedersachsen.
Der Stand der Liste ist das Jahr 2022(25).

## Allgemein
In den Spalten befinden sich folgende Informationen:
- Lage: die Adresse des Baudenkmales und die geographischen Koordinaten. Kartenansicht, um Koordinaten zu setzen. In der Kartenansicht sind Baudenkmale ohne Koordinaten mit einem roten Marker dargestellt und können in der Karte gesetzt werden. Baudenkmale ohne Bild sind mit einem blauen Marker gekennzeichnet, Baudenkmale mit Bild mit einem grünen Marker.
- Bezeichnung: Bezeichnung des Baudenkmales
- Beschreibung: die Beschreibung des Baudenkmales. Unter § 3 Abs. 2 NDSchG werden Einzeldenkmale und unter § 3 Abs. 3 NDSchG Gruppen baulicher Anlagen und deren Bestandteile ausgewiesen.
- ID: die Objekt-ID des Baudenkmales
- Bild: ein Bild des Baudenkmales, ggf. zusätzlich mit einem Link zu weiteren Fotos des Baudenkmals im Medienarchiv Wikimedia Commons. Wenn man auf das Kamerasymbol klickt, können Fotos zu Baudenkmalen aus dieser Liste hochgeladen werden:

Zurück zur Hauptliste
| Lage                                       | Bezeichnung                            | Beschreibung | ID       | Bild |
| ------------------------------------------ | -------------------------------------- | --- | -------- | ---- |
| Gartenstraße 53° 8′ 11″ N, 8° 12′ 52″ O    | Schlossgarten Oldenburg                | Der Oldenburger Schlossgarten geht hinsichtlich erster Ideen auf die Zeit des späten 18. Jahrhunderts zurück. Er wurde als Teil einer städtebaulichen Planung im Auftrag von Herzog Peter Friedrich Ludwig von Oldenburg aus dem Hause Holstein-Gottorp (1755–1829) zwischen einem repräsentativen Villenviertel mit Bauten des hohen Beamtentums und der wohlhabenden Bürgerschaft westlich angrenzend sowie der sich östlich ausweitenden Landschaft des Flusses Hunte entwickelt. Nach 1950 erfolgte eine Überformung im Sinne aktueller Stadtparkgestaltung, indem anstelle des Obstgartens ein Rosengarten geschaffen, das Wegesystem leistungsfähiger ausgebaut und südlich eine deutliche Erweiterung vorgenommen wurde. Der Schlossgarten blieb dabei in seiner Grundgestaltung bewahrt und stellt heute aufgrund des überkommenen, in Teilen über zweihundertjährigen Altbaumbestandes sowie der authentisch erhaltenen Gebäudesubstanz einen in Teilen weiterentwickelten, doch konsequent tradierten Landschaftspark der Zeit des frühen 19. Jahrhunderts dar. | 37461033 |      |
| Gartenstraße 53° 8′ 11″ N, 8° 12′ 52″ O    | Schlossgarten Oldenburg (Gewässer)     | Differenziertes Gewässersystem zur Be- und Entwässerung sowie Abgrenzung zur westlich verlaufenden Gartenstraße und der östlich tangierenden Elisabethstraße. Besonders prägende Elemente sind die hier kanalisierte Hunte, die Hausbäke und der Schlossgartenteich als Rudiment der ehemaligen Stadtbefestigung. Kleinere Gräben und Teiche verbinden die Gewässer und sorgen für malerische Szenen. Ursprünglich war das Gewässersystem sogar über die Hausbäke von der Nordseetide abhängig, doch ist dieser Zusammenhang seit den siebziger Jahren des 20. Jahrhunderts unterbrochen. | 39696649 |      |
| Gartenstraße 53° 8′ 12″ N, 8° 12′ 59″ O    | Schlossgarten Oldenburg (Pförtnerloge) | Kleiner Pavillon auf quadratischem Grundriss mit deutlich abgeschrägten Ecken unter flachem überstehendem Dach. 1842 als Pförtnerloge am Eingang zur Straße am Damm gegenüber dem Schloss errichteter Massivbau. In typischerweise des lokalen Klassizismus ausgeführte repräsentative Parkarchitektur, die der öffentlichen Nutzung der Gesamtanlage diente. | 37462423 |      |
| Gartenstraße 2 53° 8′ 15″ N, 8° 12′ 46″ O  | Wohnhaus                               | Dreigeschossiger, verputzter Massivbau auf Sockelgeschoss unter Walmdach. Horizontale Gliederung durch umlaufende Gesimse. EG mit eingeritzter Rustizierung. Vor den mittleren drei Achsen der insgesamt siebenachsigen Fassade eingeschossiger Altan mit Pilastergliederung, darüber drei Rundbogenfenster, durch horizontale Verdachung zusammengefasst. An der Nordseite zurückgesetzter dreigeschossiger Eingangsvorbau. 1852 errichtet, 1887 umgebaut (Aufstockung, Altan, Eingangsvorbau). Vorgarten mit Eisenzaun. | 37418893 |      |
| Gartenstraße 3 53° 8′ 14″ N, 8° 12′ 46″ O  | Wohnhaus                               | Zweigeschossiger, verputzter Massivbau auf Sockelgeschoss mit Attikageschoss unter Pyramidendach. Vierachsige Fassade durch Gurtgesimse horizontal gegliedert, Obergeschossfenster durch kassettierte Brüstungsfelder und geraden Verdachungen betont. Vorkragendes Dach auf Konsolfries. An der Nordostseite zurückgesetzt, zweigeschossiger Eingangsvorbau. An der Südwestseite Zweigeschossiger Anbau mit einer späteren eingeschossigen Erweiterung an der Straßenseite. 1863 für Generaladjudant Julius von und zu Egloffstein errichtet. 1906 und 1914 durch Heinrich Früstück umgebaut. Vorgarten. | 37418914 | BW   |
| Gartenstraße 5 53° 8′ 13″ N, 8° 12′ 44″ O  | Villa                                  | Zweigeschossiger, verputzter Massivbau auf Souterraingeschoss unter Mansarddach; mittig zweiachsiges Dachhaus mit Segmentbogen und flankierenden Vasen. Baukörper durch verschiedene Vorbauten asymmetrisch gegliedert. Fassade vierachsig, Fenster mit Putzrahmungen und Spaliere (Erdgeschoss) und Klappläden (OG), links vorgelagerte Terrasse. Rechte Gebäudeecke eingezogen, dort zweigeschossiger Runderker. Eingang Südseite in eingeschossigen Vorbau. Vorgarten. Erbaut 1907 für Hermann Freiherr von Rössing (Architekten: Georg Eduard Gildemeister und Wilhelm Sunkel, Bremen.) | 37420425 |      |
| Gartenstraße 6 53° 8′ 12″ N, 8° 12′ 44″ O  | Wohnhaus                               | Um 1850 errichtete Villa, 1870 umgebaut. Zweigeschossiger, verputzter Massivbau auf Souterraingeschoss über quadratischem Grundriss mit Pyramidendach. Vierachsige Fassade mit umlaufenden Gesimsen und Putzrustizierung im EG. Obergeschossfenster mit Verdachungen und Brüstungsfelder. Kranzgesims mit kleinen Fenstern, dazwischen Festons. Vorkragendes Dach auf Konsolen. Eingang im zurückgesetzten Vorbau an der Nordseite, später aufgestockt. Vorgarten mit Eisenzaun. | 37420448 | BW   |
| Gartenstraße 7 53° 8′ 12″ N, 8° 12′ 43″ O  | Villa                                  | Villa mit Walmdach, die in zwei Bauetappen errichtet wurde. Zweigeschossiger, verputzter Kernbau 1824 von Heinrich Slevogt für Kanzleirat Kaspar Gottlieb Scholz errichtet. Dreiachsige Fassade mit Putzrelief in Form von Festons und blattkranzgerahmten Medaillons unterhalb der Traufe. Erweiterung um einen dreigeschossigen Gebäudetrakt an der Nord- und Ostseite sowie einer Glasveranda an der Südwestecke durch die Architekten Gildemeister & Sunkel für den Bremer Fabrikanten Tölken. An der Ostseite zweiachsige Fassade mit Eingang in einem Portal mit Quaderung. Im OG Loggia mit Arkaden. Im Inneren bauzeitliche (1898) Ausstattung mit Oberlicht, Holzvertäfelungen, Kamin, Türen, Stuckdecken sowie Fliesen erhalten. Villengarten. | 37420468 | BW   |
| Gartenstraße 8 53° 8′ 11″ N, 8° 12′ 42″ O  | Villa                                  | Zweigeschossiger, verputzter Massivbau auf Sockelgeschoss. Stark gegliederter Baukörper mit vielfältig ausgebildeten Gebäudevorsprüngen (Erkern, Eckturm, Risalite), verschiedenen Zwerchgiebeln und unterschiedlichen Dächern. 1901/1902 von Heinrich Früstück für den Brennereibesitzer Gustav Hullmann errichtete Villa mit Remise, Hausgarten und Einfriedung. | 37462376 |      |
| Gartenstraße 8a 53° 8′ 11″ N, 8° 12′ 42″ O | Kutscherhaus                           | Eineinhalbgeschossiges, giebelständig zur Moltkestraße stehendes Gebäude unter Walmdach. EG verputzt, OG mit Zierfachwerk. Eckturm an der Südostecke. Tonod mit Pferdekopf am Giebel weist auf Nutzung als Pferdestall mit Kutscherwohnung und Wagenremise. 1901/1902 von Architekt Heinrich Früstück. | 37462400 | BW   |
| Gartenstraße 11 53° 8′ 9″ N, 8° 12′ 38″ O  | Wohnhaus                               | Zweigeschossige, verputzte Villa unter Walmdach bestehend aus zwei aneinandergesetzten Baukörper, durch umlaufende Gurt- und Sohlbankgesimse zusammengefasst. Traufgesims mit Konsolen, dazwischen kleine Fensteröffnungen. Der Kernbau von 1838 mit fünfachsiger Fassade zur Gartenstraße, EG mit Putzrustika, mittlere Achse durch Verdachung betont. Obergeschossfenster mit geraden Verdachungen. Nordostfassade dreiachsiger Kernbau mit Eingangsportal, ebenfalls dreiachsiger Erweiterungsbau mit mittigem Eingang. Fassadengliederung des dreiachsigen Erweiterungsbau an der Nordseite 1898 von Architekt Heinrich Früstück übernommen. Vorgarten und Einfriedung. | 37420488 | BW   |
| Gartenstraße 12 53° 8′ 8″ N, 8° 12′ 37″ O  | Villa                                  | Zweigeschossiger, verputzter Massivbau auf Souterraingeschoss. Insgesamt fünfachsige Fassade, mittleren drei Achsen vorgezogen mit eigenem Mansarddach und Zwerchhaus mit Mansardgiebeldach und Sprengwerk. Vorgesetzte Terrasse - ursprünglich mit Glasdach. Originale Fenster u. Haustür m. reicher Dekoreinfassung erhalten. 1905 von Adolf Rauchheld errichtet. Vorgarten, Pfeiler. | 37420508 | BW   |
| Gartenstraße 14 53° 8′ 7″ N, 8° 12′ 35″ O  | Wohnhaus                               | Zweigeschossiger, massiver Putzbau mit Walmdach. Gliederung durch umlaufende Gesimse, Putzrustika im EG. Fünfachsige Fassade mit Betonung der Obergeschossfenster durch horizontale Verdachungen, Traufgesims mit Klötzchenfries. Ostseite von drei Achsen mit mittigem Eingang. An der Westseite eingeschossige Veranda. Zwischen 1836 und 1840 errichtet. Vorgarten mit eisernerm Gitterzaun. | 37420528 |      |
| Gartenstraße 18 53° 8′ 6″ N, 8° 12′ 30″ O  | Wohnhaus                               | Zweigeschossiger, verputzter Massivbau auf hohem Souterraingeschoss unter Walmdach. Vorgragendes raufgesims mit Klötzchenfries. Gliederung durch umlaufende Gurt- und Sohlbankgesimse. Fassade zur Gartenstraße mit polygonalem Altan auf der linken Seite, Vierpassornamentik in der Brüstung. Fassade zur Roggemannstraße mit mittigem zweieinhalbgeschossigen Erker unter Walmdach. Medaillon im OG. 1873 von Ludwig Klingenberg für Ministerialrat Selkmann errichtet. Vorgarten. | 37420548 | BW   |
| Gartenstraße 18a 53° 8′ 6″ N, 8° 12′ 26″ O | Wohnhaus                               | Zweigeschossiger, verputzter Massivbau auf hohem, rustiziertem Sockelgeschoss unter Walmdach. Umlaufende Gesimse. Linke Fassadenseite mit Erker, dieser im EG mit Korbbogenfenster und Pilastergliederung. Im OG Wintergarten, darüber Dreiecksgiebel. Eingang an der Ostseite in zurückgesetzten zweigeschossigen Vorbau. 1894 Umbau des Vorgängerbaus durch Carl F. Spieske. Vorgarten. | 37420568 | BW   |
| Gartenstraße 19 53° 8′ 5″ N, 8° 12′ 25″ O  | Wohnhaus                               | Zweigeschossiger, verputzter Massivbau mit Sockelgeschoss unter Mansardpyramidendach. Vierachsige, ungegliederte Fassade mit polygonalem eingeschossigem Erker an der linken Seite. Segmentbogenförmige Gauben an den beiden Schauseiten. Vorgarten. 1913 von Oskar Schmidt errichtet. Vorgarten. | 37420588 |      |
| Gartenstraße 20 53° 8′ 5″ N, 8° 12′ 24″ O  | Wohnhaus                               | Zweigeschossiger, verputzter Massivbau auf hohem rustiziertem Sockelgeschoss unter Mansarddach. 1896 von Heinrich Früstück errichtet. Baukörper durch unterschiedliche Vorbauten gegliedert. Fassade links zweigeschossiger Risalit mit Ziergiebel und vorgelagertem polygonalen Altan, rechts vorgezogenes Sockelgeschoss mit Terrasse. An der Nordseite zweigeschossiger Eingangsvorbau, Südseite zweiachsiger Risalit mit Ziergiebel. | 37420632 |      |
| Gartenstraße 20 53° 8′ 5″ N, 8° 12′ 23″ O  | Garten                                 | | 37419149 | BW   |
| Gartenstraße 21 53° 8′ 4″ N, 8° 12′ 22″ O  | Wohnhaus                               | Eingeschossiger, an der Nordwestseite zweigeschossiger verputzter Massivbau mit giebelständigem Krüppelwalmdach. Unterschiedliche Vorbauten mit verschiedenen Dachformen. Fassade zur Gartenstraße mit Zierfachwerk an den Giebelseiten von Kernbau und dem linksseitigen Risalit mit giebelständigem Satteldach. Ebenfalls Fachwerk im Obergeschoss des zweigeschossigen, halbrunden Risalits an der Taubenstraße. 1911 von Heinrich Früstück errichtet. Umbau 1934 durch Arnold Brumund. Vorgarten. | 37462244 |      |
| Gartenstraße 22 53° 8′ 4″ N, 8° 12′ 22″ O  | Wohnhaus                               | Zweigeschossiger Massivbau mit Ziegelverblendung auf rustizierten Souterraingeschoss unter Mansarddach. Gliederung durch aufgeputzte Gesimse und Fensterverdachungen. Fassade links mit risalitartigen Vorsprung und Schmuckgiebel, davor polygonaler Altan, mit darüberliegenden Wintergarten. Mittig Sockelgeschoss vorgezogen mit Austritt. In der äußeren Achse Eingangsportal mit Pilasterrahmung. Über dem Gebälk rustizierter Rundbogen mit Relief im Bogenfeld. 1896 von Carl Friedrich Spieske errichtet, späterer Umbau (Wintergarten) | 37462266 |      |
| Gartenstraße 22a 53° 8′ 3″ N, 8° 12′ 21″ O | Wohnhaus                               | Zweigeschossiger Massivbau mit Ziegelverblendung auf hohem Souterraingeschoss unter Mansarddach. 1898 von Carl Friedrich Spieske errichtet. Gliederung durch aufgeputzte Gesimse und Fensterrahmungen. Fassade mittig Risalit mit Giebelbekrönung (dort großes Stichbogenfenster), davor polygonaler eingeschossiger Altan. Eingang in der rechten Achse, Korbbogenportal mit darüberliegendem Rundbogenfenster. An der Südostecke Eckturm mit steilem Walmdach. Nordostseite dreiseitiger Erker mit darüberliegendem Ziergiebel. | 37462288 | BW   |
| Gartenstraße 28 53° 8′ 2″ N, 8° 12′ 18″ O  | Wohnhaus                               | Zweigeschossiger, verputzter Massivbau auf Souterraingeschoss unter Mansarddach. Fünfachsige Fassade mit horizontaler Gliederung durch Gurt- und Sohlbankgesimse sowie geraden Fensterverdachungen. Traufgesims mit Klötzchenfries und Pflanzendekor. Eingang in der etwas zurückgesetzten ersten Achse. Rundbogenportal mit Dreiecksgiebel. Vorgarten. 1875 von Heinrich Früstück errichtet, Umbau 1903 durch Johann Heinrich Brandes. | 37420656 | BW   |
| Gartenstraße 30 53° 8′ 2″ N, 8° 12′ 21″ O  | Wohnhaus                               | Zweigeschossiger, verputzter Massivbau auf Souterraingeschoss unter Pyramidendach. Vierachsige Fassade mit eingeritzten Fugen. Umlaufende Gurt- und Sohlbankgesimse. Vorkragendes Dach auf Klötzchenfries. Eingang mit Dreiecksgiebelverdachung an der Ostseite in zurückgesetztem eingeschossigen Vorbau, nachträglich mit Wintergartenaufbau. 1868 von Heinrich Früstück errichtet. | 37420679 | BW   |
| Gartenstraße 33 53° 8′ 3″ N, 8° 12′ 23″ O  | Wohnhaus                               | Zweigeschossiger, verputzter Massivbau auf Sockel unter Walmdach. Gliederung nur durch schmale Gesimse. Mittig in dreiachsiger Fassade Rundbogenportal mit gerader Verdachung. Fassade zur Wilhelm-Wisser-Straße ebenfalls dreiachsig, im EG Rundbogenfenster mit gerader Verdachung. Eingeschossiger Anbau an der Südseite. Nordostseite mit eingeschossigem Altan. 1878 von Heinrich Früstück d. Ä. errichtet. | 37462310 |      |
| Gartenstraße 34 53° 8′ 3″ N, 8° 12′ 24″ O  | Wohnhaus                               | Zweigeschossiger, verputzter Massivbau auf Souterraingeschoss unter Walmdach. Vierachsige Fassade mit Gliederung durch Gurt- und Sohlbankgesimse sowie einem Fries mit Greifen und Pflanzenmotiven unterhalb der Traufe. Obergeschossfenster mit dreieckigen Verdachungen. An der Ostseite zurückspringender Eingangsvorbau. 1886 von F. Schöttler errichtet. | 37462332 |      |
| Gartenstraße 35 53° 8′ 4″ N, 8° 12′ 25″ O  | Wohnhaus                               | Zweigeschossiger, fünfachsiger Putzbau auf Sockelgeschoss unter Walmdach. Fassadengliederung durch umlaufende Gurt- und Sohlbankgesimse, Lisenengliederung. Erdgeschossfenster mit Rundbogen und gusseisernen Oberlichtern. Brüstungsfelder mit Diamantquaderimitation. Konsolfries unter der Traufe. Vorgarten. 1877 errichtet. | 37462354 |      |